# 5542 Moffatt
5542 Moffatt è un asteroide della fascia principale. Scoperto nel 1978, presenta un'orbita caratterizzata da un semiasse maggiore pari a 2,5900405 UA e da un'eccentricità di 0,1590722, inclinata di 15,86161° rispetto all'eclittica.